# Épilobe à grandes fleurs
Epilobium hirsutum
Espèce
Classification phylogénétique
Statut de conservation UICN

 LC  : Préoccupation mineure
L'épilobe à grandes fleurs (Epilobium hirsutum), encore appelée épilobe hirsute, est une espèce de plantes à fleurs du genre Epilobium et de la famille des Onagraceae.

## Description

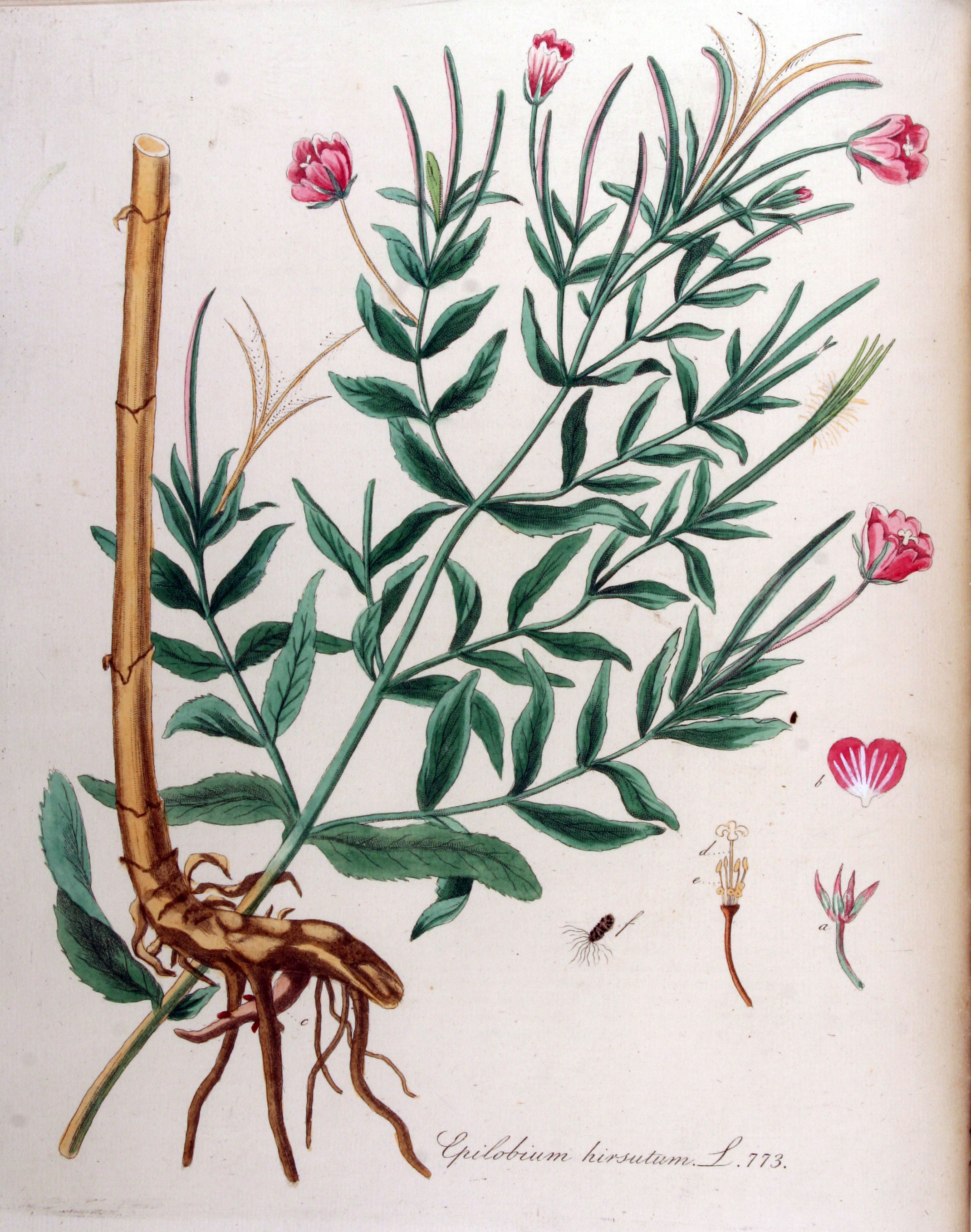
Planche botanique d’Epilobium hirsutum.

C'est une grande plante herbacée vivace formant souvent des colonies, aux feuilles sessiles, en partie engainantes, dentées, aux fleurs pourpres sur de longs pédoncules à l'aisselle des feuilles et à 4 pétales très échancrés, en grappes feuillues. Elle est appelée aussi Epilobe hérissé en raison des poils hérissés qui parcourent sa tige. Les poils des aigrettes de ses graines furent un temps exploités pour tenter de remplacer la culture du coton mais sans succès.

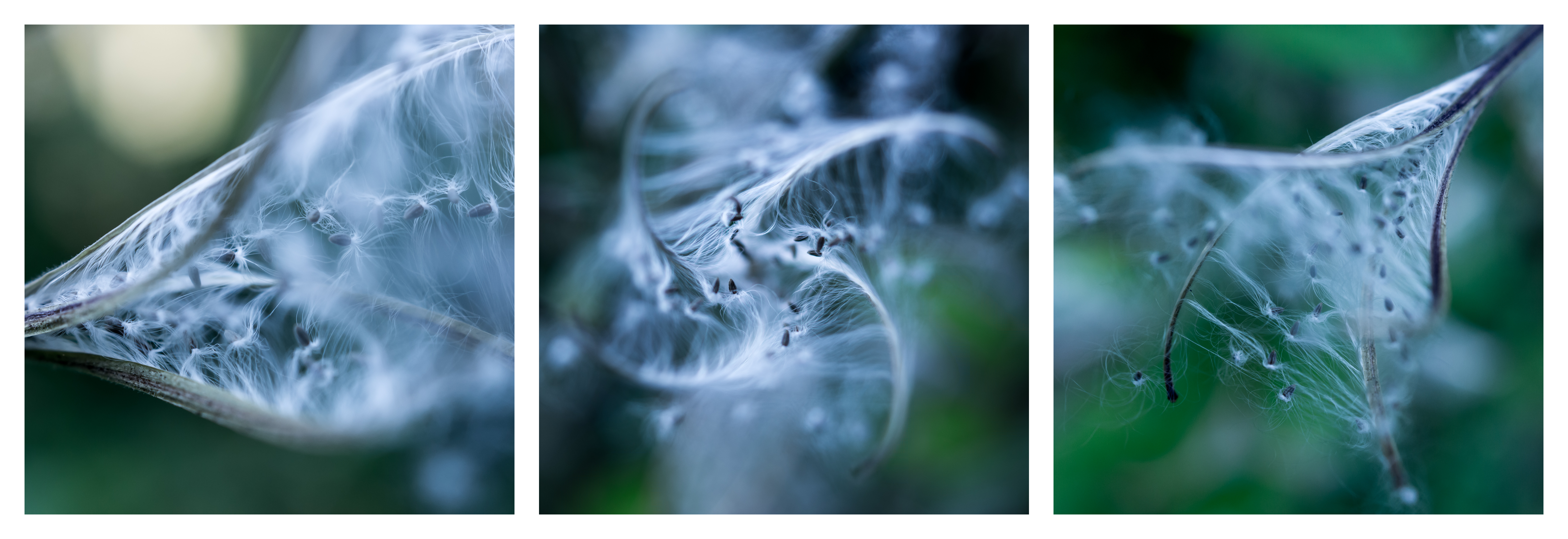
Dispersion de ses graines par l'épilobe à grandes fleurs (Epilobium hirsutum).

## Caractéristiques
- Organes reproducteurs :
  - Type d'inflorescence : racème simple
  - répartition des sexes : hermaphrodite
  - Type de pollinisation : entomogame, autogame
  - Période de floraison : juin à septembre
- Graine :
  - Type de fruit : capsule
  - Mode de dissémination : anémochore

## Habitat et répartition
Habitat type : sols humides (marais, fossés, berges des rivières et des ruisseaux, peupleraies), mégaphorbiaies planitiaires-collinéennes, eutrophiles, médioeuropéennes.
Aire de répartition : domaine européen.

## Statuts de protection, menaces
L'espèce est évaluée comme non préoccupante aux échelons mondial et français.